# Brzánky
Brzánky (en allemand : Brotzan) est une commune du district de Litoměřice, dans la région d'Ústí nad Labem, en Tchéquie. Sa population s'élevait à 85 habitants en 2018.

## Géographie
Brzánky se trouve dans la vallée de l'Elbe, à 5 km au nord-est de Roudnice nad Labem, à 15 km au sud-est de Litoměřice, à 29 km au sud-est d'Ústí nad Labem et à 45 km au nord-nord-ouest de Prague.
La commune est limitée par Kyškovice à l'ouest, et par Vrbice et Hoštka au nord ; sur la rive sud de l'Elbe se trouvent les communes de Račice et Záluží.

## Histoire
La première mention écrite du village date de 1338.